# Osmopleura chamaeropis
Osmopleura chamaeropis är en skalbaggsart som först beskrevs av Horn 1893.  Osmopleura chamaeropis ingår i släktet Osmopleura och familjen långhorningar. Inga underarter finns listade i Catalogue of Life.

## Bildgalleri

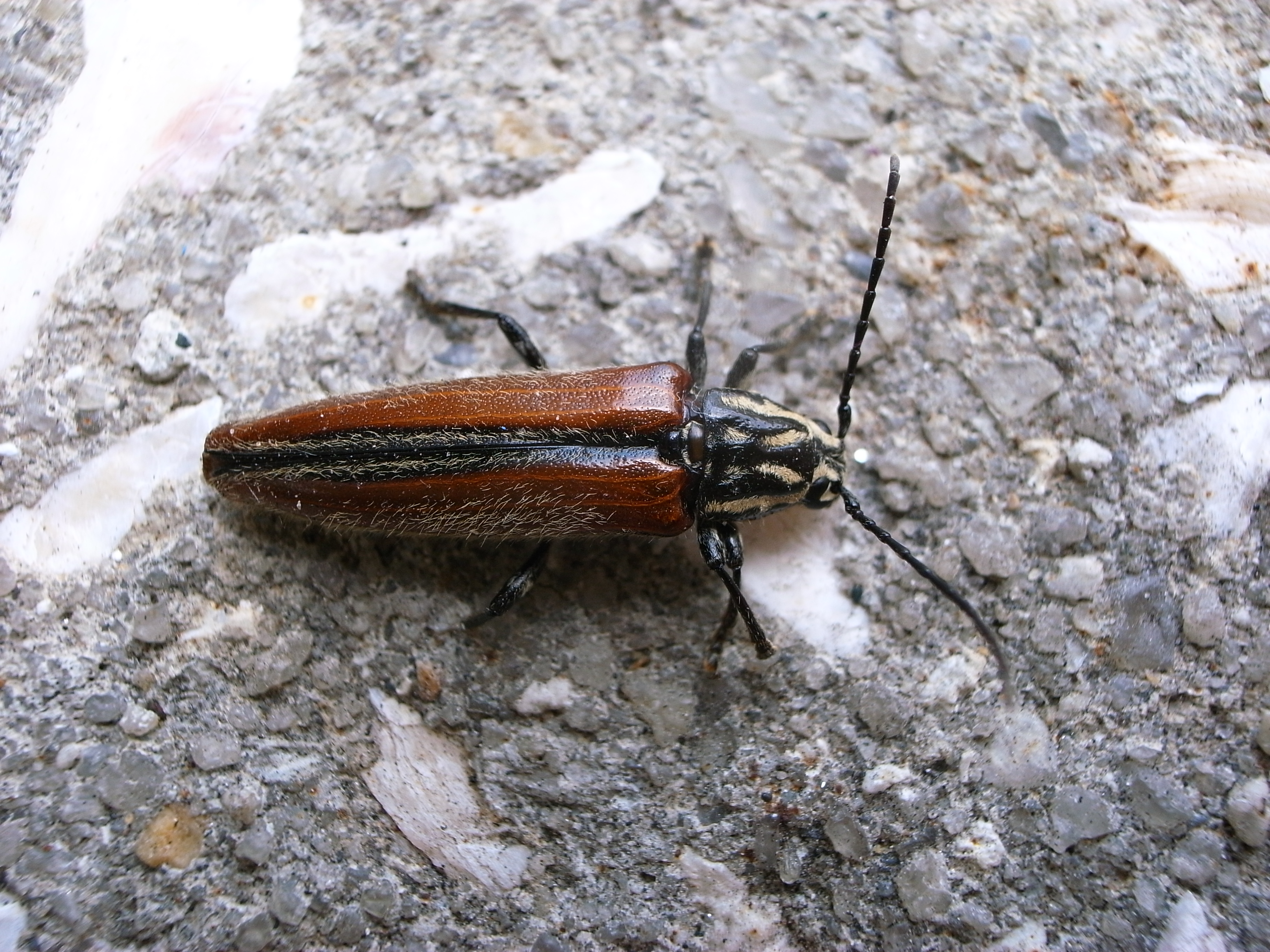